# Jennifer Holland
Jennifer Holland (ur. 9 listopada 1987 w Chicago) – amerykańska aktorka, odtwórczyni roli Emilii Hartcourt w filmie Legion samobójców: The Suicide Squad i serialu Peacemaker.

## Filmografia

### Filmy
| Rok  | Tytuł                                | Rola              | Uwagi       | Przypisy |
| ---- | ------------------------------------ | ----------------- | ----------- | -------- |
| 2004 | The Sisterhood                       | Christine         | film DVD    |          |
| 2008 | Zombie Strippers                     | Jessy             | film DVD    |          |
| 2008 | Assorted Nightmares: Janitor         | Kate (głos)       | krótkometr. |          |
| 2009 | American Pie: Księga miłości         | Ashley            | film DVD    | [ 2 ]    |
| 2019 | Brightburn                           | panna Espenschied |             |          |
| 2019 | Beauty Juice                         | Sarah             | krótkometr. |          |
| 2021 | Legion samobójców: The Suicide Squad | Emilia Harcourt   |             | [ 1 ]    |
| 2022 | Give Me an A                         | Sienna            |             |          |
| 2022 | Black Adam                           | Emilia Harcourt   |             |          |
| 2023 | Shazam! Gniew bogów                  | Emilia Harcourt   | cameo       |          |
| 2023 | Strażnicy Galaktyki vol. 3           | Kwol              |             |          |

### Telewizja
| Rok  | Tytuł                          | Rola              | Uwagi          | Przypisy |
| ---- | ------------------------------ | ----------------- | -------------- | -------- |
| 2004 | Drake i Josh                   | Girl              | 1 odc.         |          |
| 2005 | CSI: Kryminalne zagadki Miami  | Julie Gannon      | 1 odc.         |          |
| 2005 | Dom śmierci II: Śmiertelny cel | Sorority Girl     | film TV        |          |
| 2009 | Cougar Town: Miasto kocic      | Candee            | 1 odc.         |          |
| 2010 | Partnerki                      | Foil Bikini Girl  | 1 odc.         |          |
| 2010 | Dni naszego życia              | April             | 2 odc.         |          |
| 2010 | Kości                          | Nicole Twist      | 1 odc.         |          |
| 2011 | Super ninja                    | Melanie           | 1 odc.         |          |
| 2012 | All the Wrong Places           | Jackie            | film TV        |          |
| 2012 | American Horror Story: Asylum  | siostra Blackwell | 2 odc.         | [ 2 ]    |
| 2013 | Zbrodnie Palm Glade            | Ashley Collins    | 1 odc.         |          |
| 2014 | Pułapki umysłu                 | Lucy Halpern      | 1 odc.         |          |
| 2016 | Rush Hour                      | Julia             | 1 odc.         |          |
| 2017 | Sun Records                    | Becky Phillips    | w gł. obsadzie | [ 2 ]    |
| 2022 | Peacemaker                     | Emilia Harcourt   | w gł. obsadzie | [ 1 ]    |